# 彭嘉炯
彭嘉炯，字克愆，別字霽颿。江西湖口縣人。晚清官員。

## 生平
彭嘉炯為道光十二年（1832年）壬辰科舉人。考充景山官學漢教習。道光二十一年（1841年）被錄用為國史館分校，本衙門撰文。道光二十七年（1847年）補授內閣中書。同年考中丁未科二甲第五十名進士，與張之萬、李鴻章、沈葆楨等同榜。朝考二等，欽點即用知縣，分發山西省洪洞縣，任職半年，政績卓著，當地士民為其建立生祠。之後赴晉西讞局（審案機關）任職，平反疑案，處置公正。可惜天不假年，不久逝世。
同治《湖口縣志》有傳。